# Psychotria rimbachii
Psychotria rimbachii är en måreväxtart som beskrevs av Paul Carpenter Standley. Psychotria rimbachii ingår i släktet Psychotria och familjen måreväxter. Inga underarter finns listade i Catalogue of Life.